# 타테카베 카즈야
타테카베 카즈야(일본어: たてかべ 和也, 1934년 7월 25일 ~ 2015년 6월 18일)는 일본의 남성 성우이다.

## 출연작

### 애니메이션
- 게게게의 키타로 2기
- 가라테 바보 초대
- 사무라이 자이언츠
- 신조인간 캐산 - 바라모, 로봇 A, DDH
- 도로롱 엔마군
- 그레이트 마징가
- 꿀벌 마야의 모험
- 용자 라이딘
- 개구쟁이 삐뽀 - 도테찐
- 허리케인 포리마
- 별의 아이 쵸빈
- 제로 테스터
- 과학닌자대 갓챠맨 - 대장, 과학자
- 근성 개구리 - 고리라이모
- 극장판 동물의 숲 - 앨런
- 꿀벌 하치의 대모험
- 지금 남편이 무슨 말을 하는 거지? - A타
- 네가 주인이고 집사가 나 - 데니로
- 도라에몽 - 퉁퉁이 (1979년 ~ 2005년)
- 사자에상 - 초대 아나고 (2대는 와카모토 노리오)
- 초전자로보 컴배틀러 V - 니시카와 다이사쿠
- 초전자머신 볼테스V
- 타임보칸 시리즈 - 톤즈라를 비롯한 삼악의 떡대 / 뚱보 부하들
- 이상한 나라의 폴
- 투장 다이모스
- 무적강인 다이탄3
- 은하철도 999
- 투사 고디안
- 괴물군
- 공각기동대 STAND ALONE COMPLEX Solid State Society
- 쾌걸 조로리
- 페어리테일 - 로바울
- 오즈마 (마츠모토 레이지 원작.)
- 황금전사 골드라이탄
- 최강로보 다이오쟈
- 꾸러기 닌자 토리
- 철완 아톰(2작) - 비서
- 루팡 3세(2기 TV시리즈)
- 젠다맨 - 돈쥬로
- 타임패트롤대 오타스케맨 - 도와루스키
- 타임보칸 2000 괴도 키라메키맨 - 온드레이, 와루사, 톤즈라
- 날아라 호빵맨
- 얏토데타맨 - 알란, 스카돈
- 역전! 입파트맨 - 쿄칸친
- 이타다키맨 - 톤멘탄
- 천재 바카본 - 1억엔 탈취 사건의 범인
- 황금박쥐
- 타이거 마스크
- 하쿠숀 대마왕
- 벤10 - 맥스 테니슨